# Семёнов, Владимир Михайлович (партийный деятель)
Владимир Михайлович Семёнов — советский хозяйственный и политический деятель.

## Биография
Родился в 1936 году в Иванове. Член КПСС.
Окончил Белорусский политехнический институт (1959), Академию общественных наук при ЦК КПСС (1981).
В 1959—1962 годах работал на Минском тракторном заводе, с 1962 года на комсомольской и партийной работе. В 1972—1974 годах — первый секретарь Гродненского горкома КП Беларуси, в 1974—1989 годах — секретарь Гродненского обкома КП Беларуси, в 1989—1991 годах — 1-й секретарь Гродненского обкома КПБ.
В 1989—1991 годах — народный депутат СССР. Член ЦК КПСС (1990—1991). Делегат XXVIII съезда КПСС.
После 1991 года стал сопредседателем Партии коммунистов Беларуси.
В 1991—2000 гг. — генеральный директор НТЦ «Белтехстрой», заместитель директора предприятия «Промкомплект».
Живёт в Гродно.

## Награды
- Орден Октябрьской Революции
- Орден Трудового Красного Знамени